# Gassteckdose

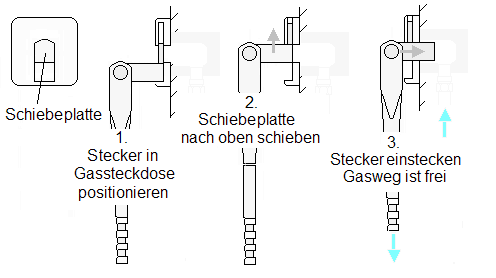
Zeichnung: neue Gassteckdose rechteckig mit Abdeckplatte, Einkuppeln

Eine Gassteckdose ist eine Gasanschlussarmatur, mit der ein Gasgerät ohne ein Werkzeug an eine Gasleitung angeschlossen werden kann.

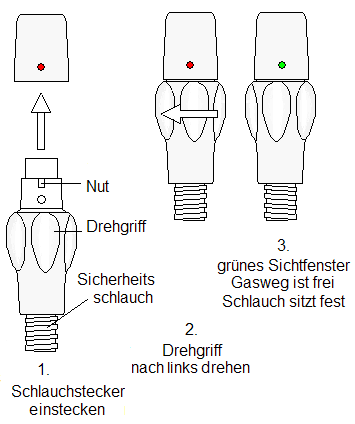
Zeichnung: Das Einkuppeln eines Gassteckers an einer Gassteckdose

Gassteckdosen besitzen ein Ventil, das ohne einen angeschlossenen Gasstecker geschlossen ist. Wenn ein Gasstecker eingesteckt ist und mit dem Drehgriff das Küken in der Gassteckdose um 90° bis zum Anschlag gedreht wird, wird das Ventil geöffnet. Durch ein Sichtfenster in der Gassteckdose ist von außen der Betriebszustand abzulesen. Grün steht für offen. Rot steht für geschlossen.
Manche Gassteckdosen besitzen eine thermisch auslösende Absperreinrichtung, deren Lot bei einem Brand schmilzt und den Gasdurchfluss unterbricht. Es gibt sie auch mit einem integrierten Gasströmungswächter, der zum Einsatz kommt, wenn in der Hausinstallation vorher noch kein solcher vorhanden gewesen ist.
Gassteckdose ist ein Oberbegriff für alle Unter- und Aufputzsteckdosen für Gas. Unterputzsteckdosen sind Gassteckventile. Aufputzsteckdosen sind Gassteckhähne. Neuere Gassteckdosen sind in ihrer Bauform elektrischen Steckdosen nachempfunden und reihen sich optisch gut in die Installation ein. Bei diesen Gassteckdosen wird nach dem Aufsetzen des Gassteckers auf die Gassteckdose die Abdeckplatte mit einem Schiebegriff beiseite geschoben. Danach kann der Gasstecker in die Gassteckdose gedrückt werden.
Gassteckdosen kommen in Hausinstallationen zum Einsatz sowie dort, wo Gase aus Tanks entnommen werden, z. B. Sauerstoff oder Lachgas in Kliniken.
Jeder Mensch darf einen Gasstecker an einer dazu passenden Gassteckdose einkuppeln oder auskuppeln, wenn die betreffende Gasanlage, soweit es für ihn erkennbar ist, in einem ordnungsgemäßen Zustand ist.